# Kaktusy: Zpravodaj Svazu českých kaktusářů
Kaktusy; Zpravodaj Svazu Ceskych Kaktusaru. Brno o Kaktusy; Zpravodaj Svazu českých kaktusářů, Brně (abreviado Kaktusy (Brno)) es una revista ilustrada con descripciones botánicas que es editada en Brno desde el año 1965. Fue precedida por Vestnik, Kroyzku Kaktusaru.